# Église Saint-Pierre de Sainte-Marie-Geest
L'église Saint-Pierre de Sainte-Marie-Geest est une église de style roman, roman-gothique et néo-classique située à Sainte-Marie-Geest, village de la commune belge de Jodoigne, en province du Brabant wallon.

## Toponymie
On retrouve le nom de Geest dans le nom des trois villages Saint-Remy-Geest, Sainte-Marie-Geest et Saint-Jean-Geest. 
Pour Jean-Jacques Jespers (2005), le nom de Geest provient du germanique *gaistu qui signifie hauteur sablonneuse.
Selon Jules Tarlier et Alphonse Wauters (1872), par contre, « Le nom de Geest, qui se rencontre fréquemment dans la vallée de la Grande-Gette, provient évidemment de la forme flamande du nom de cette rivière de même que Jauche et Jauchelette en reproduisent la forme wallonne. Les étymologies tirées des mots flamands geest, esprit, geest, terrain élevé, sablonneux, stérile, gast, hôte, ne peuvent présenter en leur faveur aucun argument sérieux ».
Tarlier et Wauters précisent que « Ce n'est qu'au treizième siècle que des noms de saints servent à distinguer l'un de l'autre les trois Geest existant, sous la même latitude, entre Jodoigne et Zétrud-Lumay. Auparavant on disait simplement Gest (1034), en latin Gestum (1138) ».

## Historique
L'église actuelle comprend trois parties construites à des époques différentes :
- la tour romane a été bâtie durant la seconde moitié du XIIe siècle ;
- le chevet roman a été remplacé au milieu du XIIIe siècle par un chevet de style de transition roman-gothique ;
- la nef ancienne a été remplacée par une nef et des collatéraux de style néo-classique en 1887 par l'architecte provincial Émile Coulon[4].

Sa tour romane et son « chœur romano-ogival » font l'objet d'un classement au titre des monuments historiques depuis le 3 août 1956.

## Architecture

### La tour romane
Dominant le chevet, l'église conserve un clocher roman de la seconde moitié du XIIe siècle présentant une maçonnerie faite de moellons de grès assemblés en appareil régulier. La tour est agrémentée d'arcatures romanes à sa base et de nombreuses ancres de façade en hauteur.
Chacune des faces du clocher est percée au dernier niveau d'une baie cintrée à double ébrasement abritant une fenêtre géminée encadrée de colonnettes à chapiteaux cubiques.
Ses faces latérales sont percées d'une étroite fenêtre à arc monolithe.
Le clocher se termine par une corniche en pierre soutenue par des modillons géométriques, sur laquelle s'appuie la flèche octogonale couverte d'ardoises.

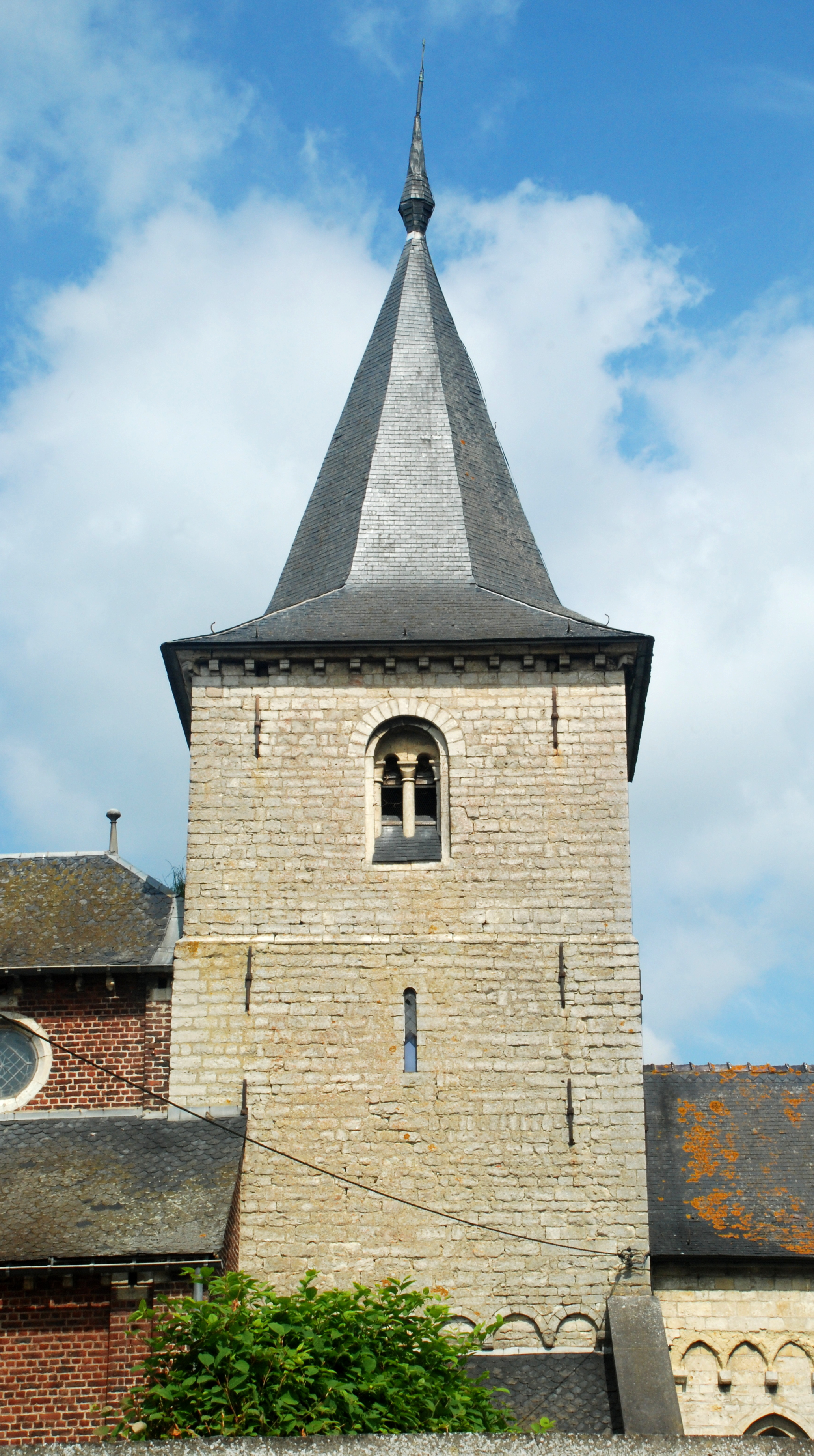
La tour romane.
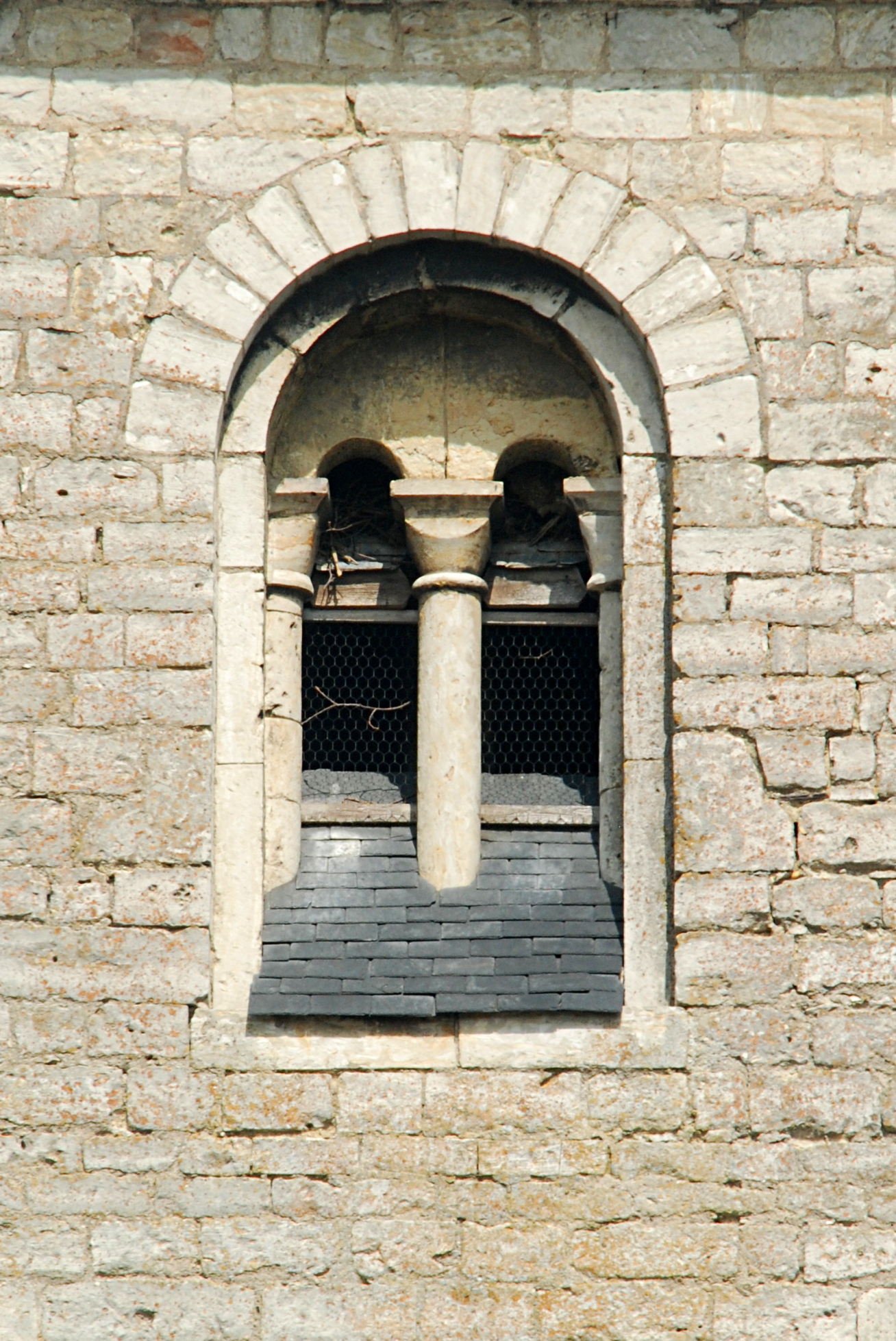
Baie géminée.
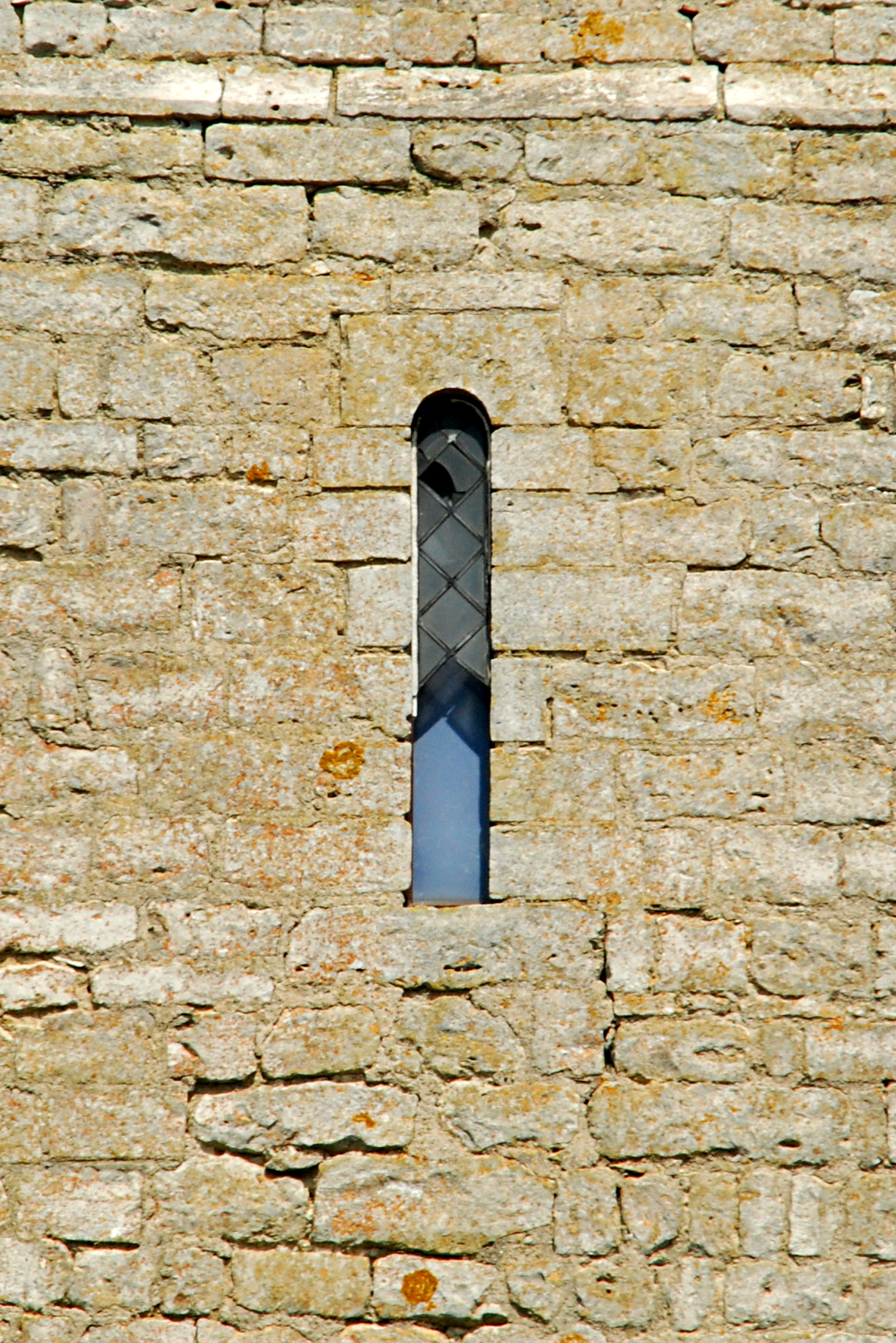
Fenêtre à arc monolithe.

### Le chevet roman-gothique

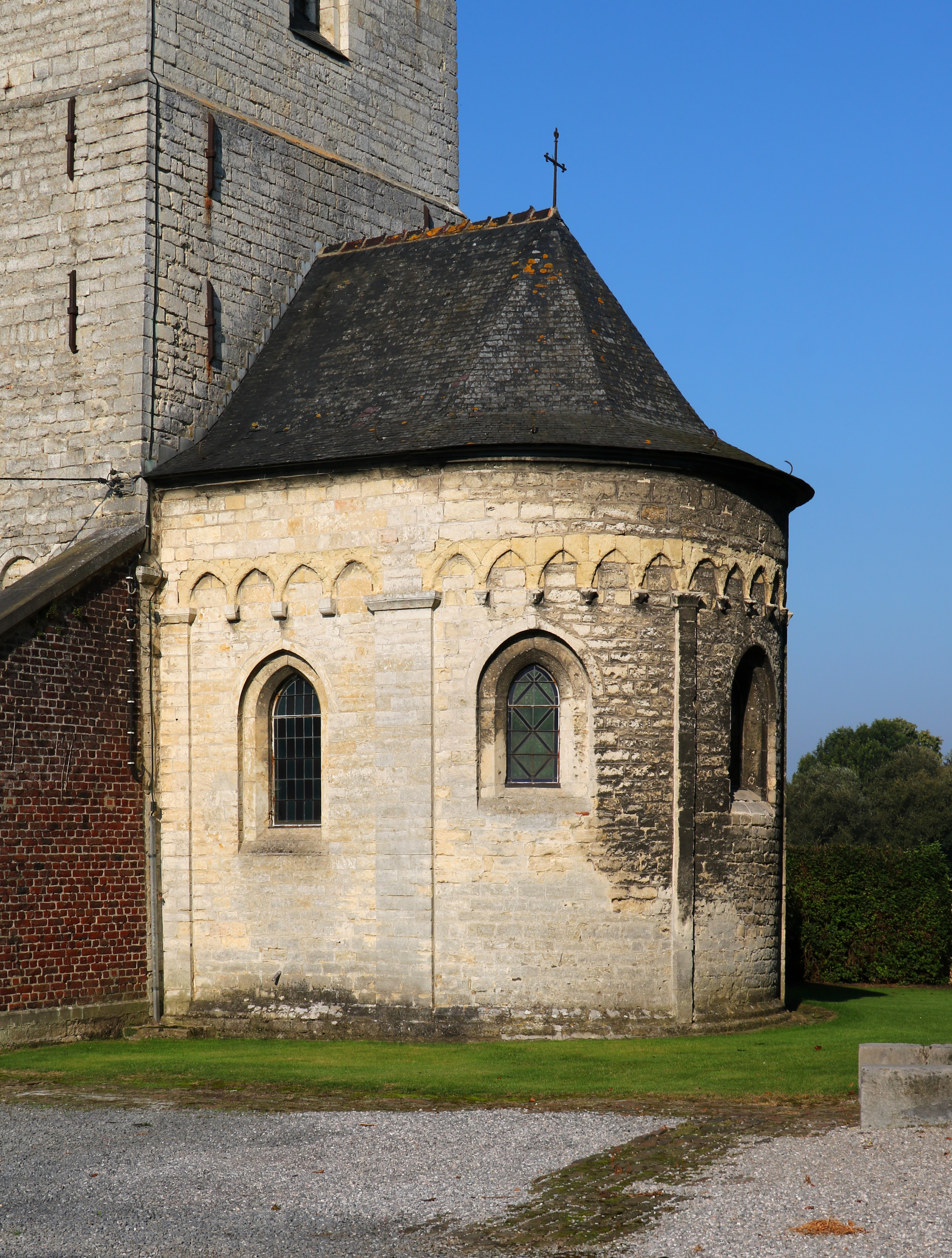
Le chevet roman-gothique.

Le chevet roman a été remplacé au milieu du XIIIe siècle par un chevet de style de transition roman-gothique,.
Ce petit chevet, édifié en moellons de grès et couvert d'ardoises, est orienté vers le nord-est et non vers l'est.
Il est orné d'une variante roman-gothique des bandes lombardes : des pilastres à imposte (et non de simples lésènes) supportent des frises d'arcatures non plus cintrées mais brisées reposant sur des culots sculptés.
Il est percé de fenêtres ogivales à double ébrasement.

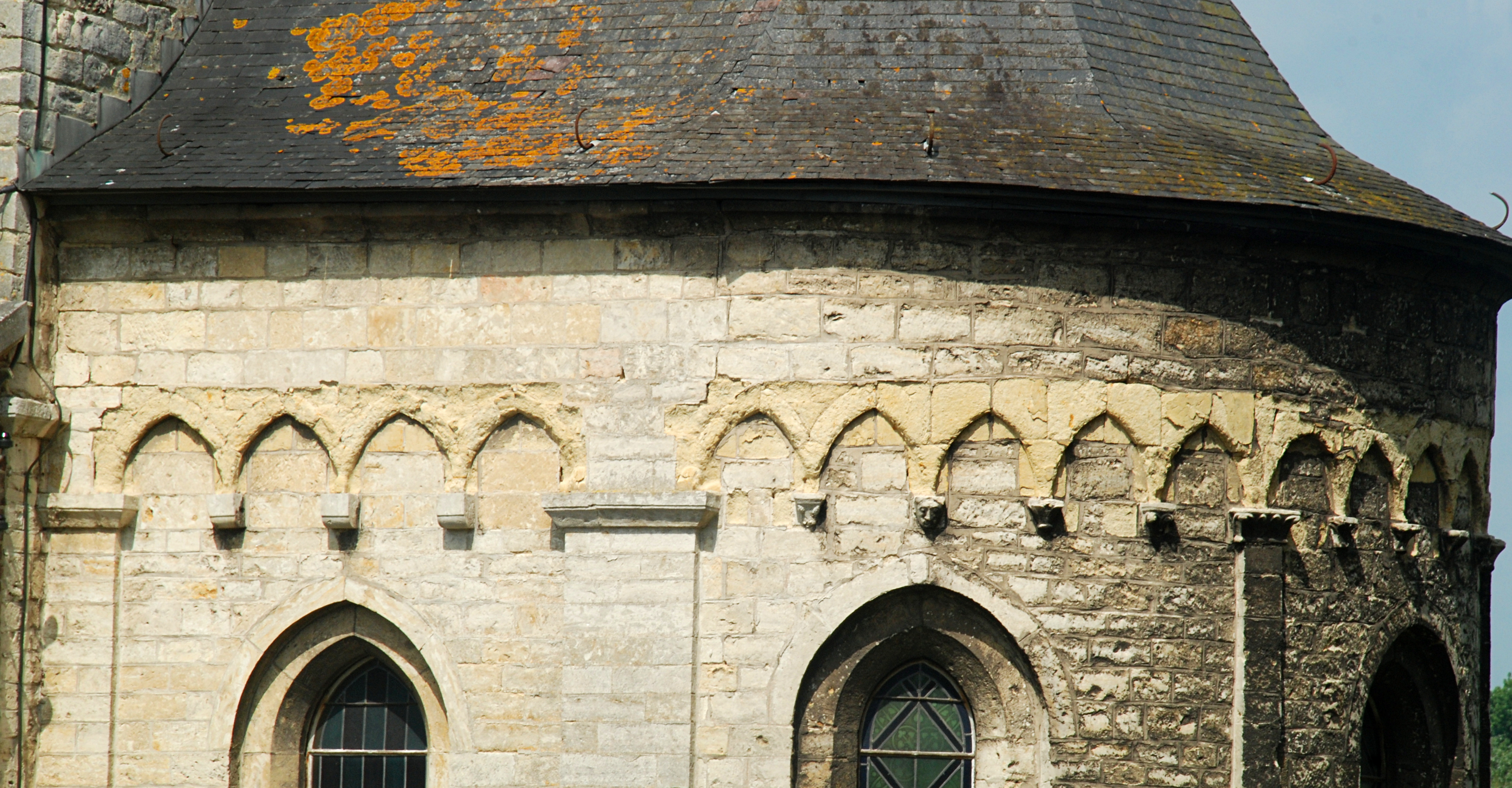
Les arcatures du chevet.

### Nef
L'ancienne nef a été remplacée en 1887 par trois nefs en briques rouges de style néo-classique.
La nef principale, de quatre travées, est éclairée en hauteur par des oculi cerclés de pierre blanche tandis que les collatéraux, de trois travées chacun, sont percés de fenêtres cintrés à encadrement de pierre blanche.

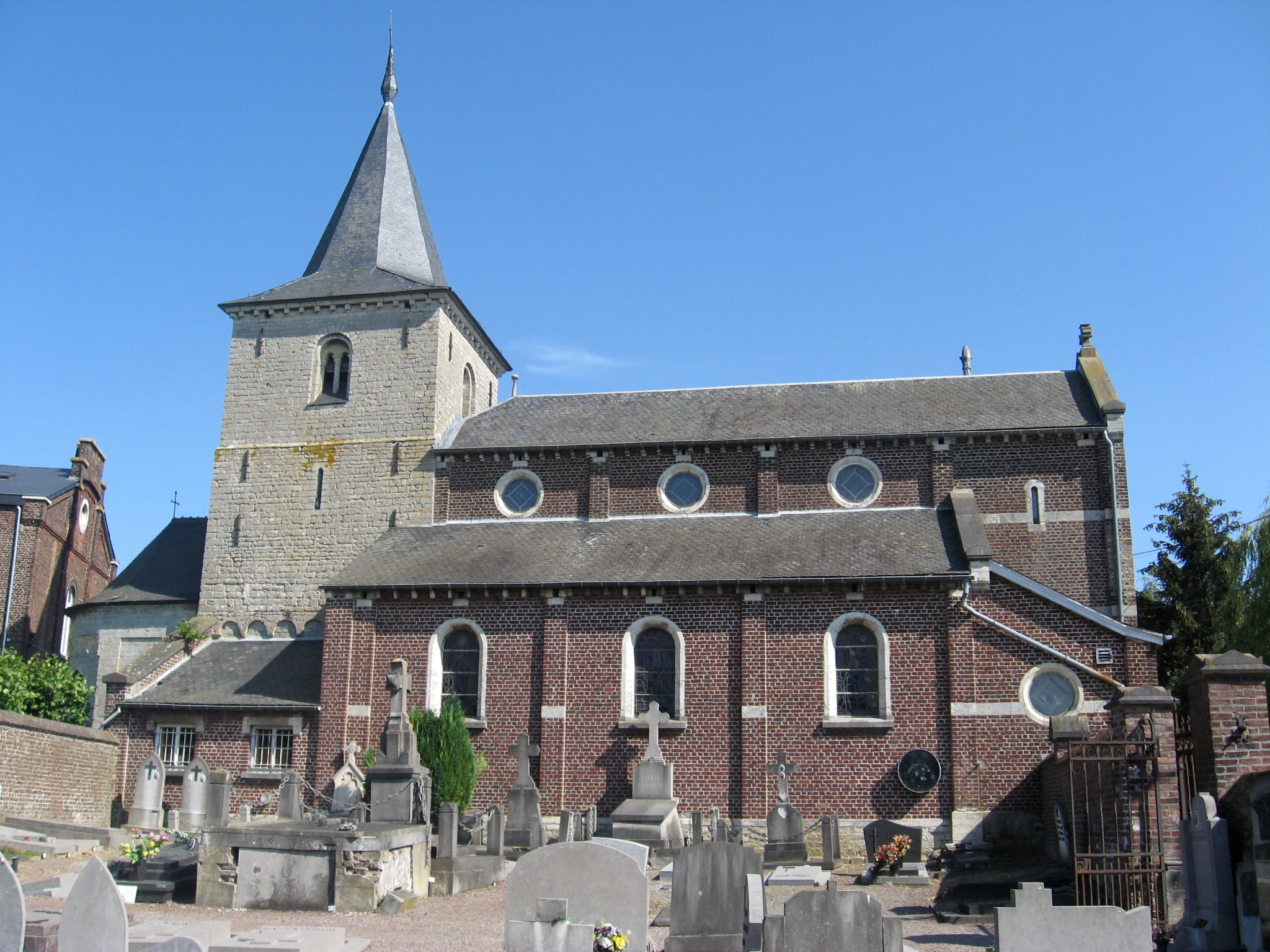
L'église vue du cimetière.
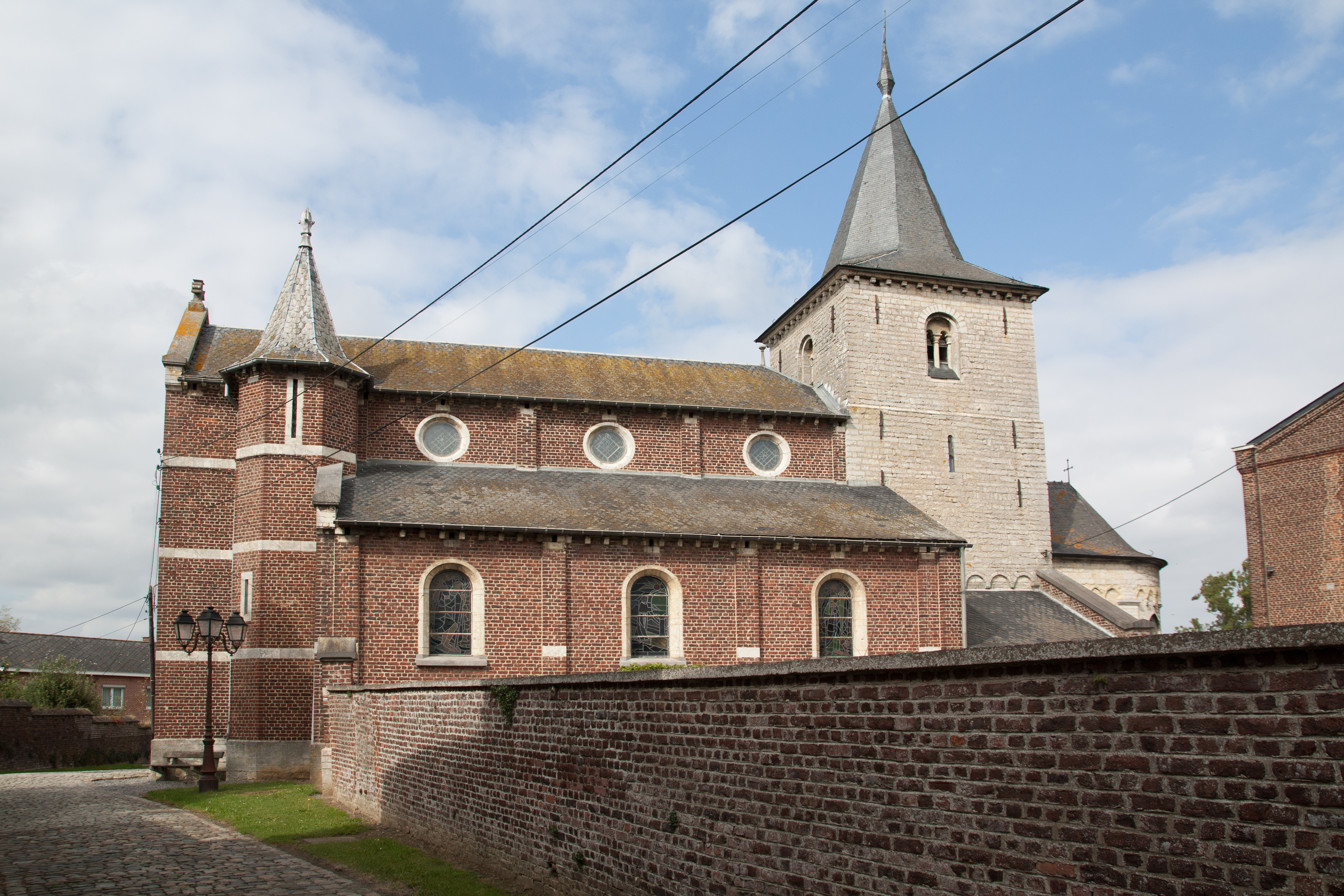
L'église vue de la rue.